# Ferrere
Ferrere é uma comuna italiana da região do Piemonte, província de Asti, com cerca de 1.471 habitantes. Estende-se por uma área de 13 km², tendo uma densidade populacional de 113 hab/km². Faz fronteira com Cantarana, Cisterna d'Asti, Montà (CN), San Damiano d'Asti, Valfenera.

## Demografia
| Variação demográfica do município entre 1861 e 2011                               |
|                                                                                   |
| Fonte: Istituto Nazionale di Statistica (ISTAT) - Elaboração gráfica da Wikipedia |